# Геринг, Алексей Алексеевич
Алексей Алексеевич Геринг (29 декабря 1895, Санкт-Петербург — 24 февраля 1977, Париж) — русский морской офицер, редактор и издатель. Участник Первой мировой войны и Гражданской войны в России на стороне Белого движения. Эмигрант.

## Биография
Сын Алексея Алексеевича Геринга (1863—1905), полковника по адмиралтейству в Морском кадетском корпусе, и Елизаветы Федоровны Ганскау (1872—1942, блокадный Ленинград), сестры М.Ф.Ганскау, внучки Якова Федоровича Ганскау, а по материнской линии — внучки Якова Ивановича Голубева.
Окончил Первый кадетский корпус (1913), затем Отдельные гардемаринские классы Морского корпуса, 30 июля 1915 выпущен мичманом с зачислением в 1-й Балтийский флотский экипаж и стал вахтенным офицером на линкоре «Петропавловск». После большевистского переворота уволился с флота; во время Гражданской войны служил во ВСЮР и Русской армии Врангеля. 28 марта 1920 произведен в лейтенанты за отличие по службе. В составе 2-го Днепровского речного отряда в августе 1920 участвовал в боях под Никополем, с сентября состоял в качестве флаг-офицера при начальнике 2-го (Азовского) отряда судов Черноморского флота, старшем морском начальнике Керчи контр-адмирале М. А. Беренсе. После Крымской эвакуации служил на кораблях Русской эскадры в Бизерте. С августа 1921 по январь 1922 был старшим офицером, в августе 1922 — сентябре 1924 командиром эсминца «Беспокойный».
В эмиграции обосновался в Париже, некоторое время работал мойщиком окон. Публиковал статьи в военных периодических изданиях, состоял членом Общества любителей русской военной старины. С 1934 года сотрудничал с Союзом младороссов, выступал докладчиком на его собраниях. С 1950 года был председателем Общекадетского объединения во Франции, в 1956-м стал инициатором создания при Объединении Военно-исторического музея. В 1960 году стал председателем Совета общекадетских объединений. В 1961—1972 годах работал редактором ежемесячной военно-национальной газеты «Вестник» (с 1971 «Вестник общекадетского объединения»). Основатель журнала «Военная быль», редактором которого был в 1952—1974 годах. В 1967 году создал Общество друзей «Военной были». В 1968-м опубликовал «Материалы к библиографии Русской военной печати за рубежом», представлявшие собой аннотированный библиографический указатель. В 1966—1974 вместе с донским литератором Н. И. Катеневым руководил издательством «Танаис», опубликовавшим шесть книг по военной истории. В 1972 году был избран председателем Совета старшин Морского собрания.
Умер в Париже, был погребен на кладбище Сент-Женевьев-де-Буа.

## Семья
- Брат — Георгий (Юрий) Алексеевич Геринг  (1899, Санкт-Петербург—1928, Алжир)[2]. Его жена — Валентина Евгеньевна Чирикова (1897—1988), художница, ученица И.Я.Билибина, дочь писателя Е.Н.Чирикова. В 1948 году она вернулась в СССР[3].  Их дочь — Валентина Георгиевна Чирикова (1928—2025, Нижний Нивгород)[4], внук — Михаил Александрович Чириков (род. 1962)[5].
- Жена — Кира Александровна Тихменева (1904—1978), медсестра-анестезиолог во французском госпитале Садики в Тунисе (1930-е), дочь контр-адмирала А. К. Тихменева.
- Сын — Георгий (1926—1960, Брюссель), лейтенант бельгийского флота. Погиб в автокатастрофе.